# Default (EP)
Default è il secondo EP della cantautrice italiana Chiamamifaro, pubblicato 12 gennaio 2024 dalle etichette Columbia Records, Nigiri e Sony Music.

## Descrizione
Il progetto discografico si compone di sette brani scritti dalla stessa Chiamamifaro con la collaborazione di autori e produttori, tra cui Daniele Capoferri, Pietro Celona, in arte Celo, Giorgio Pesenti, Okgiorgio, Marco Paganelli, in arte Paga, Pietro Posani, Riccardo Zanotti e Simone Bertolotti.
Il 19 aprile 2024 il disco è stato ristampato come album in studio con quattro tracce aggiuntive con il titolo Disco default.

## Tracce
1. Rumore bianco – 2:58 (testo: Angelica Cristina Gori, Alessandro Belotti, Andrea Bonomo – musica: Angelica Cristina Gori, Andrea Bonomo, Simone Bertolotti)
2. Se parlo di te – 3:00 (testo: Angelica Cristina Gori, Alessandro Belotti, Riccardo Zanotti – musica: Angelica Cristina Gori, Marco Paganelli, Riccardo Zanotti)
3. Santa subito (feat. Asteria) – 3:06 (testo: Angelica Cristina Gori, Anita Ferrari, Riccardo Zanotti – musica: Angelica Cristina Gori, Marco Paganelli, Riccardo Zanotti)
4. Labbra blu (feat. Ytam) – 2:34 (testo: Angelica Cristina Gori, Alessandro Belotti, Giorgio Pesenti, Matteo Marino – musica: Angelica Cristina Gori, Daniele Capoferri, Giorgio Pesenti, Matteo Marino, Riccardo Zanotti)
5. Monete – 2:54 (testo: Angelica Cristina Gori, Alessandro Belotti, Andrea Campi – musica: Angelica Cristina Gori, Andrea Campi, Pietro Posani)
6. Ma ma ma – 2:54 (testo: Angelica Cristina Gori, Alessandro Belotti – musica: Emanuele Cotto, Federico Urgesi)
7. La poesia – 3:20 (testo: Angelica Cristina Gori, Alessandro Belotti, Riccardo Zanotti – musica: Angelica Cristina Gori, Marco Paganelli, Riccardo Zanotti)